# Budd Boetticher
Pour les articles homonymes, voir Boetticher.
Budd Boetticher (/bʌd ˈbɛtɪkər/) — Oscar Boetticher Jr. de son vrai nom — est un réalisateur américain né le 29 juillet 1916 à Chicago (Illinois) et mort le 29 novembre 2001 à Ramona (Californie). Jeune, il se passionne pour la corrida et vit plusieurs années au Mexique. Il occupe des petits boulots à Hollywood à la fin des années 1930 et gravit petit à petit les échelons de la Columbia, pour laquelle il réalise son premier film en 1944. Il obtient une certaine reconnaissance grâce à La Dame et le Toréador, un film inspiré de sa vie au Mexique qui sera nommé aux Oscars en 1952. Incapable de se plier au système des studios hollywoodiens, il réalise dans les années 1950 plusieurs westerns indépendants avec l'acteur Randolph Scott, dont Sept Hommes à abattre qui reste sa plus grande réussite. Sa carrière est ensuite brisée par l'ambition de réaliser un documentaire sur le matador Carlos Arruza. Ce projet entraîne sa ruine et met finalement plus de dix ans à aboutir.

## Enfance
Oscar Boetticher Jr. est né le 29 juillet 1916 à Chicago. Sa mère meurt à l'accouchement et son père est tué par un tramway seulement quelque temps plus tard. Le bébé est alors adopté par Oscar et Georgia Boetticher, qui lui donnent le nom de son père adoptif. Celui-ci est un marchand prospère du Midwest, directeur de la firme Boetticher and Kellog. À la naissance d'Oscar, il est âgé de la cinquantaine tandis que son épouse a trente ans de moins. Le couple ne s'entend pas et est fondé uniquement sur une vie aisée. Le jeune Oscar connait une enfance privilégiée à Evansville, dans l'Indiana. Il est un enfant pourri gâté. À l'école primaire, il est rejeté par les autres du fait de sa condition sociale supérieure.
Oscar a une très mauvaise relation avec ses parents. Il dit avoir été soulagé le jour où il a appris avoir été adopté. Le seul point commun qu'il a avec son père est l'amour des chevaux. L'homme possède plusieurs montures et c'est ainsi qu'Oscar grandit à leurs côtés. Il est aussi président d'un club de chasse, ce qui permet à Oscar d'y participer dès son plus jeune âge.

## Corrida
Adolescent, sa personnalité s'endurcit et il s'affirme dans le domaine sportif, notamment en remportant des sprints dans la région. Il pratique également la boxe. À l'Académie militaire de Culver, puis à l'université d'État de l'Ohio, il joue dans l'équipe de football. Il y rencontre Hal Roach Jr. avec qui il se lie d'amitié. Il est blessé au genou et opéré à Saint-Louis. Les médecins lui apprennent que s'il reçoit à nouveau un mauvais coup, il risque de perdre l'usage de ses jambes. Il est contraint d'abandonner le sport et, conséquemment, il quitte l'école.
Oscar part alors en voyage dans le Sud avec sa nouvelle LaSalle. Il se rend avec un ami à Mexico et il prévoit de visiter l'Amérique du Sud avant de retourner dans l'Ohio,. Lorsqu'il assiste à sa première corrida, il est émerveillé par le spectacle proposé par Lorenzo Garza, grand matador de l'époque. Oscar y rencontre Maximino Ávila Camacho, avec qui il sympathise, sans savoir qu'il s'agit d'un homme politique important. Dans sa fougue, il lui dit vouloir devenir toréro. L'homme influent convainc alors Lorenzo Garza en personne de prendre en charge son entrainement. Finalement, Boetticher reste au Mexique. Il s’entraîne avec Lorenzo Garza, puis avec Fermín Espinosa et son jeune novillero Carlos Arruza. En combattant un novillo, il est empalé par l'animal qui lui rentre une corne dans le rectum et lui déchire les boyaux jusqu'à l'estomac.

## Cinéma

### Ascension
Les parents d'Oscar déménagèrent à Los Angeles. C'est par la presse qu'ils apprennent que leur fils combat des taureaux au Mexique. Jugeant l'activité peu respectable, sa mère cherche à le faire revenir aux États-Unis. Elle y parvient grâce à Hal Roach, le père de l'ami d'Oscar, qui lui donne un job dans son studio de production. Il s'agit de s'occuper des chevaux pour le film Des souris et des hommes (1939).

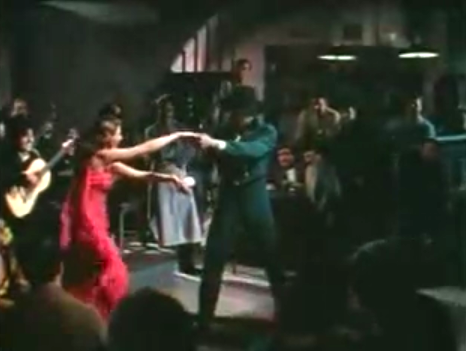
La danse du toréro dans Arènes sanglantes

En 1940, Oscar est engagé par la 20th Century Fox comme conseiller sur la corrida pour Arènes sanglantes. Il apprend à Tyrone Power les ficelles du métier de matador. Dans ce film, Oscar conçoit aussi la scène où Rita Hayworth et Anthony Quinn interprètent la danse du toréro, une chorégraphie inspirée de la corrida. Ensuite, Boetticher continue d'être employé par Hal Roach pour des tâches diverses. Il gagne petit à petit ses gallons, passant de vulgaire messager à, selon ses propos, « une sorte de troisième assistant réalisateur qui rassemble et organise les figurants ». En 1942, Boetticher est engagé par Columbia Pictures en tant que deuxième assistant réalisateur. Notamment, il est le second de George Stevens pour Plus on est de fous (1943). Sur le tournage du film, il est insulté par Harry Cohn, le patron de la Columbia, et il l'insulte en retour. Le soir, alors qu'il s'attend à être licencié, Boetticher est convoqué par Harry Cohn qui le félicite et lui promet un grand avenir,. La même année, Oscar tourne Les Desperados où il fait la connaissance de Randolph Scott et Harry Joe Brown.

### Réalisateur
En 1944, Harry Cohn propose à Boetticher de devenir réalisateur. À 28 ans, Oscar dirige ses premiers films pour la Columbia : cinq séries B policières aux ambitions minuscules. À la fin de la Seconde Guerre mondiale, Boetticher est réquisitionné par la Navy pour qui il tourne des documentaires et des courts-métrages d'information destinés aussi bien aux civils qu'aux militaires. Notamment, The Fleet That Came to Stay est un des rares films de l'armée à être sorti au cinéma. Oscar vit une histoire d'amour avec Emily Erskine Cook qu'il épouse en 1946 et avec qui il restera marié jusqu'à la fin des années 1950.
De retour à Hollywood, il réalise pour la société Eagle-Lion deux films noirs qui sortent en 1948. Ensuite, il réalise trois films pour la Monogram, cette fois plutôt dans le genre aventure. Ceux-ci sortent en 1949 et 1950. Il est alors toujours cantonné aux très petits budgets et ses films passent inaperçus. En 1950, Boetticher réalise pour son ami Hal Roach le téléfilm The Three Musketeers. Il s'agit vraisemblablement du premier long métrage destiné à la télévision, étant diffusé le 24 novembre 1950 sur CBS. Le film connaîtra une sortie au cinéma en 1953.

### La Dame et le Toréador

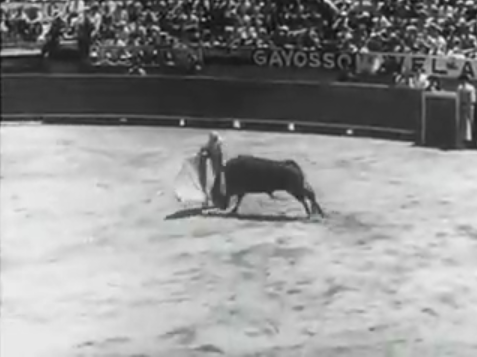
Scène de corrida dans La Dame et le Toréador (1951)

Tandis que son travail dans la série B tombe dans la monotonie, Boetticher cherche une nouvelle motivation en écrivant un scénario inspiré de sa jeunesse au Mexique. Alors qu'il tourne Killer Shark (1950), il fait part de son idée à Andrew McLaglen, qui est deuxième assistant réalisateur du film. Ce dernier lui propose de se servir des relations de son père, Victor McLaglen, et apporte le texte à James Edward Grant, qui le transmet à son tour à John Wayne. Wayne décide de produire lui-même le film qui sort en 1951 sous le titre La Dame et le Toréador. Il s'agit du premier film que le réalisateur signe de son pseudonyme « Budd », et il le considère comme un de ses meilleurs. Robert Stack est choisi dans le premier rôle. Il est d'abord entrainé par Budd, puis par des toréros mexicains de renom. La photographie est en noir et blanc car, selon Budd, filmer des corridas sanglantes en couleur aurait conduit à la censure du film. John Ford, qui est conseiller de Wayne pour le film, décide de couper 42 minutes pour le rendre plus commercial. Boetticher fut particulièrement déçu car il s'agit des scènes les plus personnelles. Depuis, une version de 124 minutes comprenant ces scènes a été restaurée.
Pour La Dame et le Toréador, Budd Boetticher reçoit sa seule nomination aux Oscars, en l'occurrence celui de la meilleure histoire originale. Cela représente une fulgurante ascension depuis la série B dans laquelle il était enclavé jusqu'alors. La nomination est aux noms de Budd Boetticher et Ray Nazarro. En réalité, Budd avait raconté son script à un ami de Nazarro et ce dernier l'a enregistré à leurs deux noms à la Writers Guild of America. Il a dès lors revendiqué d'être crédité au générique du film, alors qu'il n'a pas participé à son écriture.

### Indépendance
Fort de sa nomination aux Oscars, Budd Boetticher obtient une place chez Universal Pictures. Il réalise pour le studio neuf films sortis en 1952 et 1953, dont six westerns, genre auquel il n'a encore jamais touché. Il y bénéficie de budgets plus importants et dispose d'acteurs plus connus, comme Glenn Ford, Audie Murphy et Robert Ryan. Chez Universal, Budd forge un style qui lui est propre. L'exemple le plus éloquent est Le Déserteur de Fort Alamo (1953), où le personnage de Glenn Ford annonce ceux de Randolph Scott quelques années plus tard. Il y interprète un individu dont l'héroïsme est ignoré des autres protagonistes, qui le considèrent comme un lâche jusqu'au dénouement de l'histoire. Cela le place dans un enfermement psychologique semblable par exemple à celui de Scott dans Comanche Station (1960). De même, le héros solitaire mu par le besoin de vengeance est entre autres celui de La Chevauchée de la vengeance (1959). Finalement, Boetticher ne trouve pas chez Universal ce qu'il cherchait de plus que dans la série B, à savoir une plus grande indépendance. Malgré les moyens plus larges, les contraintes sont tout aussi nombreuses. Pour satisfaire sa forte personnalité, il cherche à obtenir plus d'autonomie. À partir de cette époque, il ne se lie plus avec aucune société et réalise pour des studios indépendants.
Boetticher commence un second western avec Glenn Ford, Rendez-vous sur l'Amazone (1955), pour lequel il tourne dans la forêt brésilienne. Mais très vite, la production connait des problèmes financiers et l'équipe est renvoyée aux États-Unis. Pour finir, plusieurs mois après, c'est William Castle qui réalise le film en studio à Hollywood,. Castle inclut dans le film quelques séquences d'extérieur de Budd. Ensuite, Boetticher conduit un deuxième film sur la corrida. Le Brave et la Belle (1955), tourné aussi au Mexique, met en vedette l'acteur américain d'origine mexicaine Anthony Quinn, que Budd a rencontré en 1941 dans Arènes sanglantes puis dirigé trois fois en 1953 pour Universal. Carlos Arruza, un matador retraité et ami de Boetticher, est conseiller technique sur le film. En fin de compte, Budd n'est pas satisfait du résultat. Une nouvelle fois, il estime s'être trop laissé influencer par les considérations commerciales et n'avoir pas joui de la liberté créative à laquelle il aspire.

### Cycle Ranown
En 1956, entre quelques épisodes de séries télévisées, Boetticher réalise Le tueur s'est évadé. Il s'agit d'un film noir policier à petit budget avec Joseph Cotten. À proximité de là, John Wayne tourne les séquences d'intérieur de La Prisonnière du désert. C'est à ce moment que Wayne reprend contact avec Boetticher, alors qu'ils se sont perdus de vue  depuis le différend concernant La Dame et le Toréador,. John Wayne propose à Budd un script écrit par Burt Kennedy. Le scénariste est nouveau à Hollywood et Wayne l'a engagé dans sa société Batjac Productions. Budd accepte tout de suite de réaliser le film, un western intitulé Sept Hommes à abattre. Wayne suggère de donner le premier rôle à Randolph Scott. L'alchimie entre les membres de l'équipe fonctionne à merveille. Dans le scénario de Kennedy, Boetticher retrouve le personnage qu'il a forgé au cours des dernières années, le héros solitaire en quête de vengeance, et Scott se révèle être l'acteur idéal pour l'interpréter. Sept hommes à abattre est une véritable réussite et le film est considéré par le réalisateur comme un de ses meilleurs. En France, André Bazin contribue à la réputation du film qu'il considère comme un des meilleurs westerns d'après guerre.

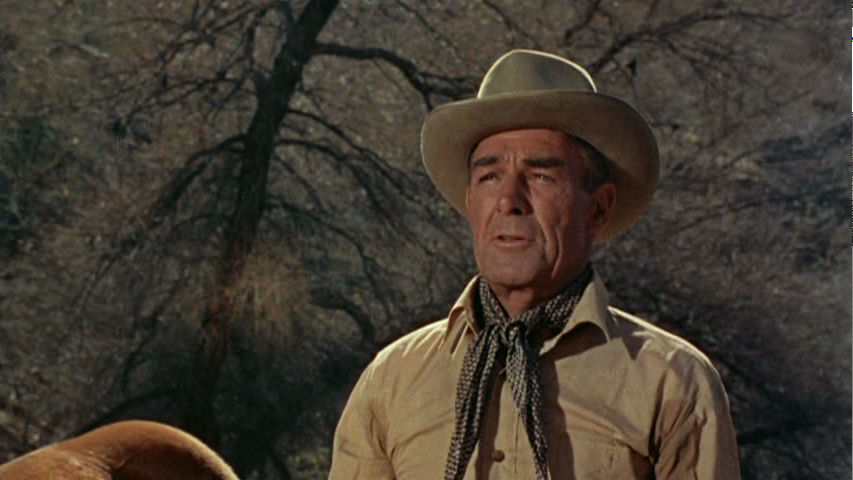
Randolph Scott dans L'Aventurier du Texas (1958)

Randolph Scott a depuis plusieurs années fondé avec Harry Joe Brown une société indépendante, alors nommée Scott-Brown et plus tard renommée Ranown Pictures. Les deux associés engagent Boetticher et l'équipe se trouve réunie pour cinq autres westerns entre 1957 et 1960. À côté de son travail pour Batjac, Burt Kennedy continue de coopérer avec Budd dans ces productions. Outre les cinq films pour Scott-Brown, Boetticher et Scott tournent Le Courrier de l'or (1959) pour Warner Bros. En réalité, ils le font uniquement parce que Scott devait encore un film à la Warner. Avec Sept hommes à abattre, cela porte le nombre de collaborations entre Scott et Boetticher à sept. Cet ensemble est parfois désigné sous le nom « cycle Ranown ». Le cycle découvre de jeunes acteurs qui connaîtront le succès dans les années 1960 et 1970, comme James Coburn dans La Chevauchée de la vengeance (1959), Lee Marvin dans Sept Hommes à abattre (1956) ou Claude Akins dans Comanche Station (1960).

### Remariage
Le mariage entre Boetticher et Emily Cook se termine par leur divorce en 1957. Budd entretient pendant trois ans une relation amoureuse avec l'actrice Karen Steele. Elle joue dans quatre de ses films : trois du cycle Ranown, puis La Chute d'un caïd (1960). Ce dernier est un film de gangsters centré sur la vie et le destin tragique du bandit new-yorkais Legs Diamond. Le film est singulier parce qu'il est filmé à la façon des productions des années 1920, c'est-à-dire en noir et blanc, avec peu de mouvements de caméra et des contrastes importants. Avec La Chute d'un caïd, Lucien Ballard est pour la quatrième fois directeur de la photographie de Boetticher. C'est lui qui présente à Budd l'actrice Debra Paget. La relation entre Budd et Karen Steele se termine et le réalisateur épouse Paget le 28 mars 1960.

### Arruza
Depuis plusieurs années, Budd ambitionne de produire un film dressant le portrait de son ami Carlos Arruza, devenu rejoneador depuis sa retraite de matador. À partir de 1957, entre les autres tournages, il filme 18 corridas du héros populaire mexicain. Il obtient ainsi une matière de fond suffisante pour lancer son projet. Après les deux fictions pures que sont La Dame et le Toréador et Le Brave et la Belle, ce film qui se veut plus documentaire représente pour lui l'occasion de réaliser l'œuvre de sa vie.
En 1961, Boetticher part au Mexique avec son équipe. Elle comprend notamment sa récente épouse, Debra Paget, qui doit interpréter la femme d'Arruza. Budd a un script terminé et tout est prêt pour démarrer le tournage. Il a une partie des fonds nécessaires et compte pour le reste sur un financement mexicain. Dans un premier temps, il n'obtient pas l'argent escompté, mais il parvient finalement à boucler le budget. Malheureusement, dans le même temps, une grève de l'industrie du cinéma éclate au Mexique et la production se retrouve bloquée. Contraint d'attendre la fin de la grève, Boetticher s'impatiente et commence à boire. Debra Paget, quant à elle, n'attend pas avec lui et décide de le quitter pour rentrer aux États-Unis. Leur divorce est prononcé le 25 septembre 1961.
Il embauche Elsa Cárdenas, une star mexicaine, pour remplacer Paget dans le rôle de la femme d'Arruza. Il vit avec elle une histoire d'amour qui fait scandale dans le pays. À la suite de cet épisode et de désaccords avec les investisseurs, ceux-ci se retirent petit à petit et Boetticher se retrouve incapable de faire face à ses dettes. Il sombre dans l'alcool et la dépression. Au fond du gouffre, il passe 28 jours en prison et une semaine en asile psychiatrique,. En mai 1966, alors que Boetticher tente de refaire surface, le comble des calamités survient. Arruza meurt dans un accident de voiture et le réalisateur se retrouve sans le personnage central de son histoire. Plus tard, Boetticher contracte une pneumonie et les médecins le condamnent à mourir. Il réussit quand même à vaincre la maladie après plusieurs semaines d'hospitalisation. En fin de compte, c'est John Sturges qui couvre les dettes de Boetticher et qui lui permet de terminer la réalisation en 1968. Le film ne sort officiellement qu'en 1971, treize ans après les premières prises de vue. Budd a investi et perdu dans cette aventure tout son argent et de nombreuses années de sa vie.

### Fin de vie
De retour à Hollywood à la fin des années 1960, après près de dix ans d'absence, Budd est considéré comme trop vieux et ne trouve plus d'emploi. Dans le besoin d'argent, il écrit un scénario pour Universal : Sierra torride (1970). Il veut réaliser le film mais le studio confie la tâche à son ami Don Siegel. Il écrit et réalise Qui tire le premier ? (A Time for Dying) (1969), un dernier western avec l'acteur Audie Murphy, qui est lui aussi endetté jusqu'au cou. Dans la détresse la plus profonde, Budd survit grâce à son remariage avec Mary Chelde en 1972. Le couple vit dans la pauvreté et élève des chevaux portugais.

## Filmographie en tant que réalisateur

### Non crédité au générique
- 1942 : Submarine Raider (coréalisé avec Lew Landers)
- 1944 : U-Boat Prisoner (coréalisé avec Lew Landers)

### Sous le nom d'Oscar BoetticherJr.
- 1944 : One Mysterious Night
- 1944 : Le Juré disparu (The Missing Juror)
- 1945 : Youth on Trial
- 1945 : A Guy, a Gal and a Pal
- 1945 : Fuite dans la brume (Escape in the Fog)

### Sous le nom d'Oscar Boetticher
- 1945 : The Fleet That Came To Stay (court-métrage)
- 1948 : Assigned to Danger
- 1948 : L'Antre de la folie (Behind Locked Doors)
- 1949 : Black Midnight
- 1949 : The Wolf Hunters
- 1950 : Les Requins du Pacifique (Killer Shark)

### Sous le nom de Budd Boetticher
- 1951 : La Dame et le Toréador (Bullfighter and the Lady)
- 1952 : À feu et à sang (The Cimarron Kid)
- 1952 : Les Rois du rodéo (Bronco Buster)
- 1952 : Les Conducteurs du diable (Red Ball Express)
- 1952 : Le Traître du Texas (Horizons West)
- 1953 : La Cité sous la mer (City Beneath the Sea)
- 1953 : L'Expédition du Fort King (Seminole)
- 1953 : Le Déserteur de Fort Alamo (The Man from the Alamo)
- 1953 : Révolte au Mexique (Wings of the Hawk)
- 1953 : À l'est de Sumatra (East of Sumatra)
- 1955 : Le Brave et la Belle (The Magnificent Matador)
- 1956 : Le tueur s'est évadé (The Killer is loose)
- 1956 : Sept Hommes à abattre (Seven Men from now)
- 1957 : L'Homme de l'Arizona (The Tall T)
- 1957 : Le vengeur agit au crépuscule (Decision at Sundown)
- 1958 : L'Aventurier du Texas (Buchanan rides alone)
- 1959 : Le Courrier de l'or (Westbound)
- 1959 : La Chevauchée de la vengeance (Ride Lonesome)
- 1960 : La Chute d'un caïd (The Rise and Fall of Legs Diamond)
- 1960 : Comanche Station
- 1969 : Qui tire le premier ? (A Time for Dying)
- 1972 : Arruza